# Solariella calatha
Solariella calatha är en snäckart som beskrevs av Dall 1927. Solariella calatha ingår i släktet Solariella och familjen pärlemorsnäckor. Inga underarter finns listade i Catalogue of Life.